# Tóhoku šinkansen
Tóhoku šinkansen je japonská vysokorychlostní železniční trať spojující Tokio s Aomori v prefektuře Aomori. Délka trasy, která činí 674,9 km, z ní dělá nejdelší japonský šinkansen. Vede přes řidčeji osídlenou oblast Tóhoku hlavního japonského ostrova Honšú. V březnu roku 2016 na ni navázal Hokkaidó šinkansen tunelem Seikan do stanice Shin-Hakodate-Hokuto, který bude do roku 2030 rozšířen o nový úsek až do Sappora.
Tóhoku šinkansen má na své trase dvě odbočky tzv. "minišinkanseny" – Jamagata a Akita šinkansen.
Trať je provozována Východojaponskou železniční společností (JR East).

## Kategorie spojů
Na trati jsou provozovány čtyři různé kategorie spojů:
- Hayabusa
  - Tokio – Shin-Aomori/Shin-Hakodate-Hokuto
  - omezený počet zastávek
  - v provozu od 5. března 2011
- Hayate
  - Morioka/Shin-Aomori – Shin-Hakodate-Hokuto,
  - omezený počet zastávek
  - v provozu od 26. března 2016
- Yamabiko
  - V úseku Tokio – Sendai omezený počet zastávek, v úseku Sendai - Morioka všechny zastávky,
  - v provozu od června 1982
- Nasuno,
  - Tokio – Ojama/Nasušiobara/Kórijama
  - všechny zastávky
  - v provozu od roku 1995

Jedna kategorie spojů byla zrušena:
- Aoba
  - Tokio - Sendai
  - všechny zastávky
  - červen 1982 – říjen 1997
  - nahrazena kategorii Nasuno

Část trati také využívá Jamagata a Akita šinkansen.

## Seznam stanic
| Stanice                                | Původní název | Vzdálenost od začátku (km) | Kategorie spojů | Kategorie spojů | Kategorie spojů | Kategorie spojů | Lokace   | Lokace     |
| Stanice                                | Původní název | Vzdálenost od začátku (km) | Hayabusa        | Hayate          | Yamabiko        | Nasuno          | Město    | Prefektura |
| -------------------------------------- | ------------- | -------------------------- | --------------- | --------------- | --------------- | --------------- | -------- | ---------- |
| Tokio                                  | 東京          | 0                          | ●               |                 | ●               | ●               | Čijoda   | Tokio      |
| Ueno                                   | 上野          | 3,6                        | ▲               | ▲               | ●               | Taitó           |          | Tokio      |
| Ómija                                  | 大宮          | 31,3                       | ●               | ●               | ●               | Ómija, Saitama  | Saitama  |            |
| Ojama                                  | 小山          | 80,6                       | ｜              | ▲               | ●               | Ojama           | Točigi   |            |
| Ucunomija                              | 宇都宮        | 109,0                      | ｜              | ●               | ●               | Ucunomija       | Točigi   |            |
| Nasušiobara                            | 那須塩原      | 152,4                      | ｜              | ▲               | ●               | Nasušiobara     | Točigi   |            |
| Shin-Širakawa                          | 新白河        | 178,4                      | ｜              | ▲               | ●               | Nišigó          | Fukušima |            |
| Kórijama                               | 郡山          | 213,9                      | ｜              | ●               | ●               | Kórijama        | Fukušima |            |
| Fukušima                               | 福島          | 255,1                      | ｜              | ●               |                 | Fukušima        | Fukušima |            |
| Široiši-Zaó                            | 白石蔵王      | 286,2                      | ｜              | ▲               | Široiši         | Mijagi          |          |            |
| Sendai                                 | 仙台          | 325,4                      | ●               | ●               | Sendai          | Mijagi          |          |            |
| Furukawa                               | 古川          | 363,8                      | ▲               | ●               | Ósaki           | Mijagi          |          |            |
| Kurikoma-Kógen                         | くりこま高原  | 385,7                      | ▲               | ●               | Kurihara        | Mijagi          |          |            |
| Ičinoseki                              | 一ノ関        | 406,3                      | ▲               | ●               | Ičinoseki       | Iwate           |          |            |
| Mizusawa-Eaši                          | 水沢江刺      | 431,3                      | ▲               | ●               | Óšú             | Iwate           |          |            |
| Kitakami                               | 北上          | 448,6                      | ▲               | ●               | Kitakami        | Iwate           |          |            |
| Shin-Hanamaki                          | 新花巻        | 463,1                      | ▲               | ●               | Hanakami        | Iwate           |          |            |
| Morioka                                | 盛岡          | 496,5                      | ●               | ●               | ●               | Iwate           | Morioka  |            |
| Iwate-Numakunai                        | いわて沼宮内  | 527,6                      | ▲               | ｜              |                 | Iwate           | Iwate    |            |
| Ninohe                                 | 二戸          | 562,2                      | ▲               | ●               |                 | Iwate           | Ninohe   |            |
| Hačinohe                               | 八戸          | 593,1                      | ▲               | ●               |                 | Hačinohe        | Aomori   |            |
| Šičinohe-Towada                        | 七戸十和田    | 628,2                      | ▲               | ●               |                 | Šičinohe        | Aomori   |            |
| Shin-Aomori                            | 新青森        | 674,9                      | ●               | ●               |                 | Aomori          | Aomori   |            |
| ↓Služby mířící na Hokkaidó šinkansen ↓ |               |                            |                 |                 |                 |                 |          |            |

| Legenda | Legenda                  |
| ------- | ------------------------ |
| ●       | Všechny vlaky zastavují  |
| ｜      | Všechny vlaky projíždějí |
| ▲       | Některé vlaky zastavují  |

## Vozový park

### Aktuální vozový park (2023)
- řada E2: Služby Yamabiko / Nasuno
- řada E3: služby Tsubasa / Yamabiko / Nasuno
- řada E5: služby Hayabusa / Hayate / Yamabiko / Nasuno
- řada E6: Služby Komachi / Hayabusa / Yamabiko / Nasuno
- řada H5: služby Hayabusa / Hayate / Yamabiko / Nasuno

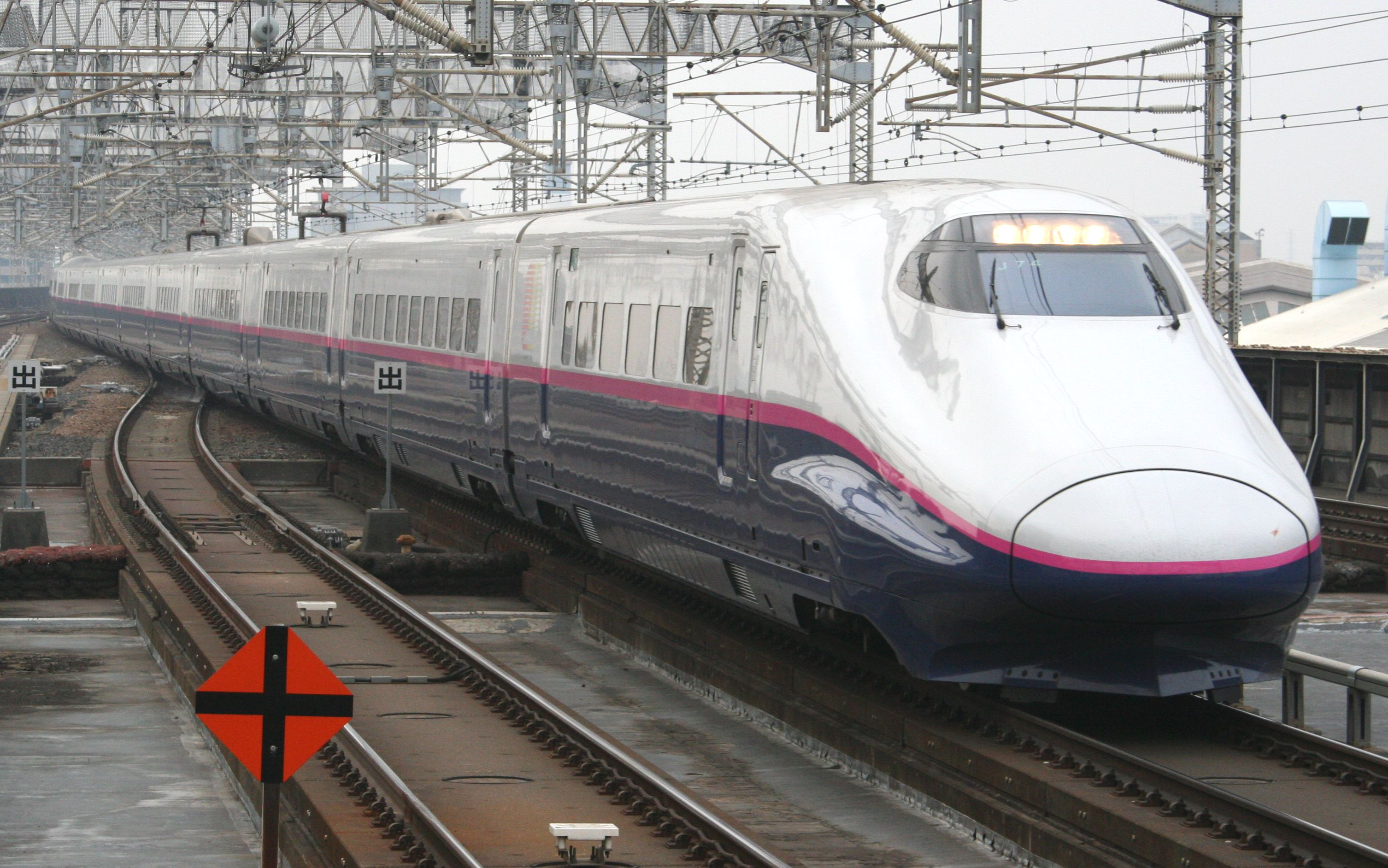
řada E2
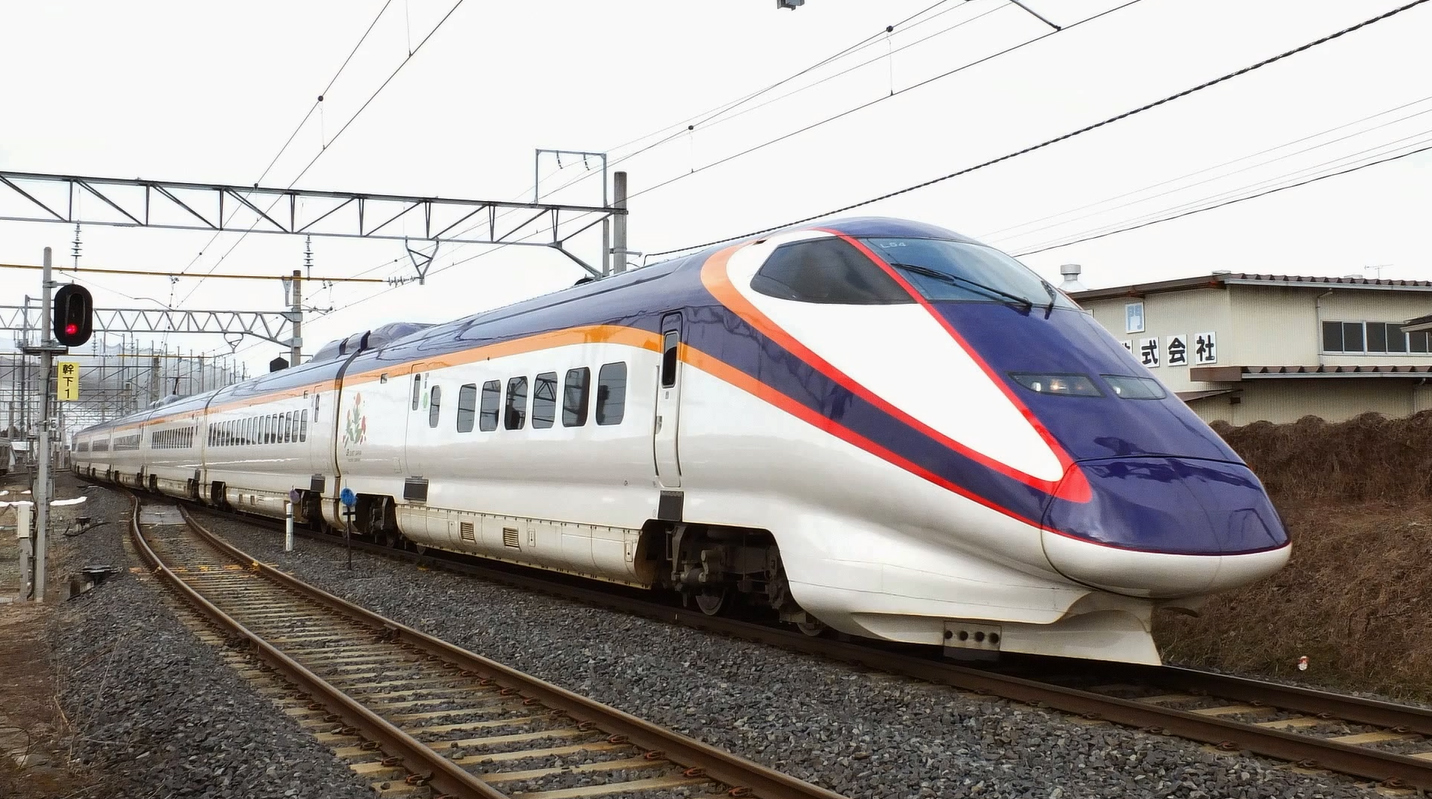
řada E3
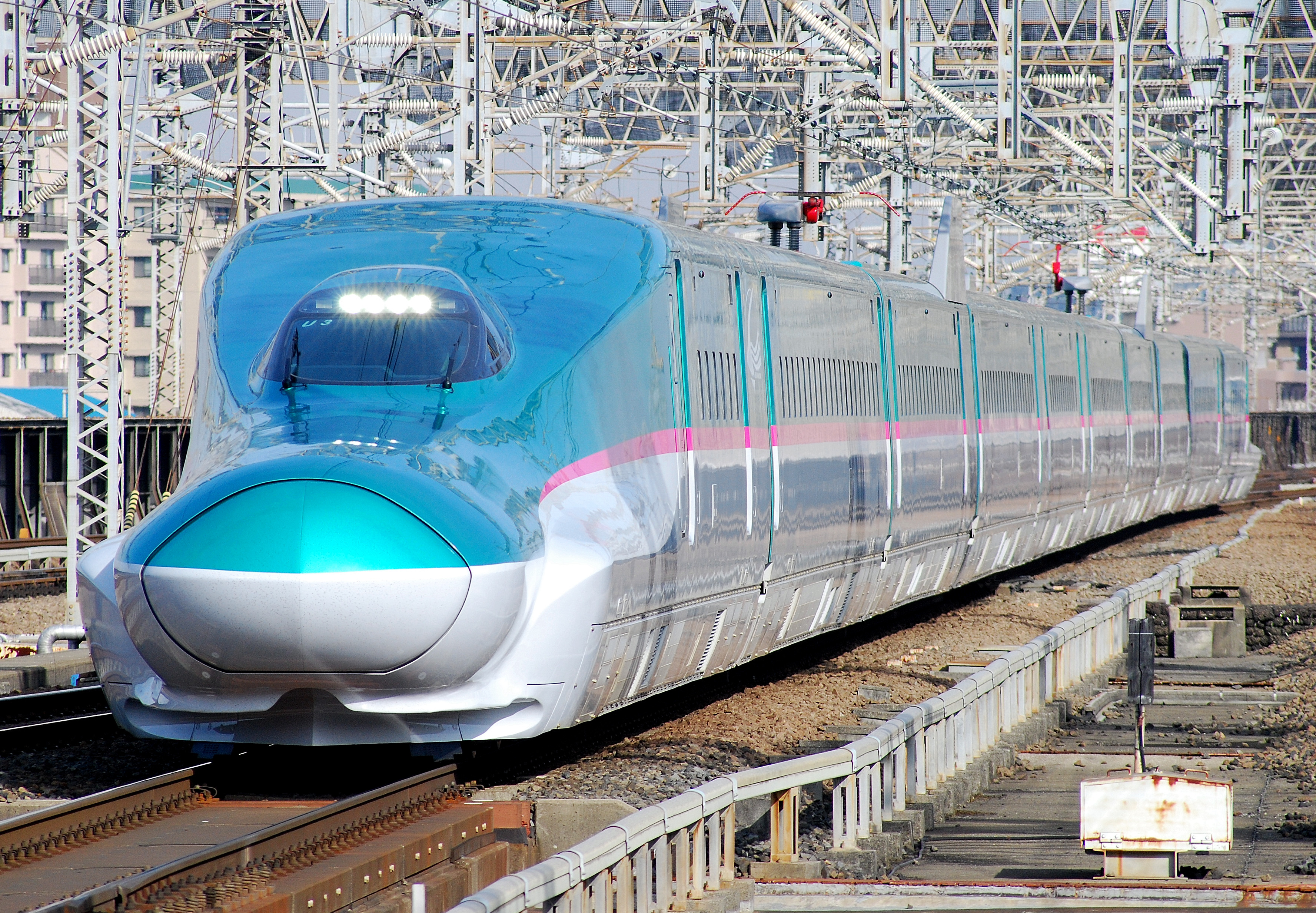
řady E5
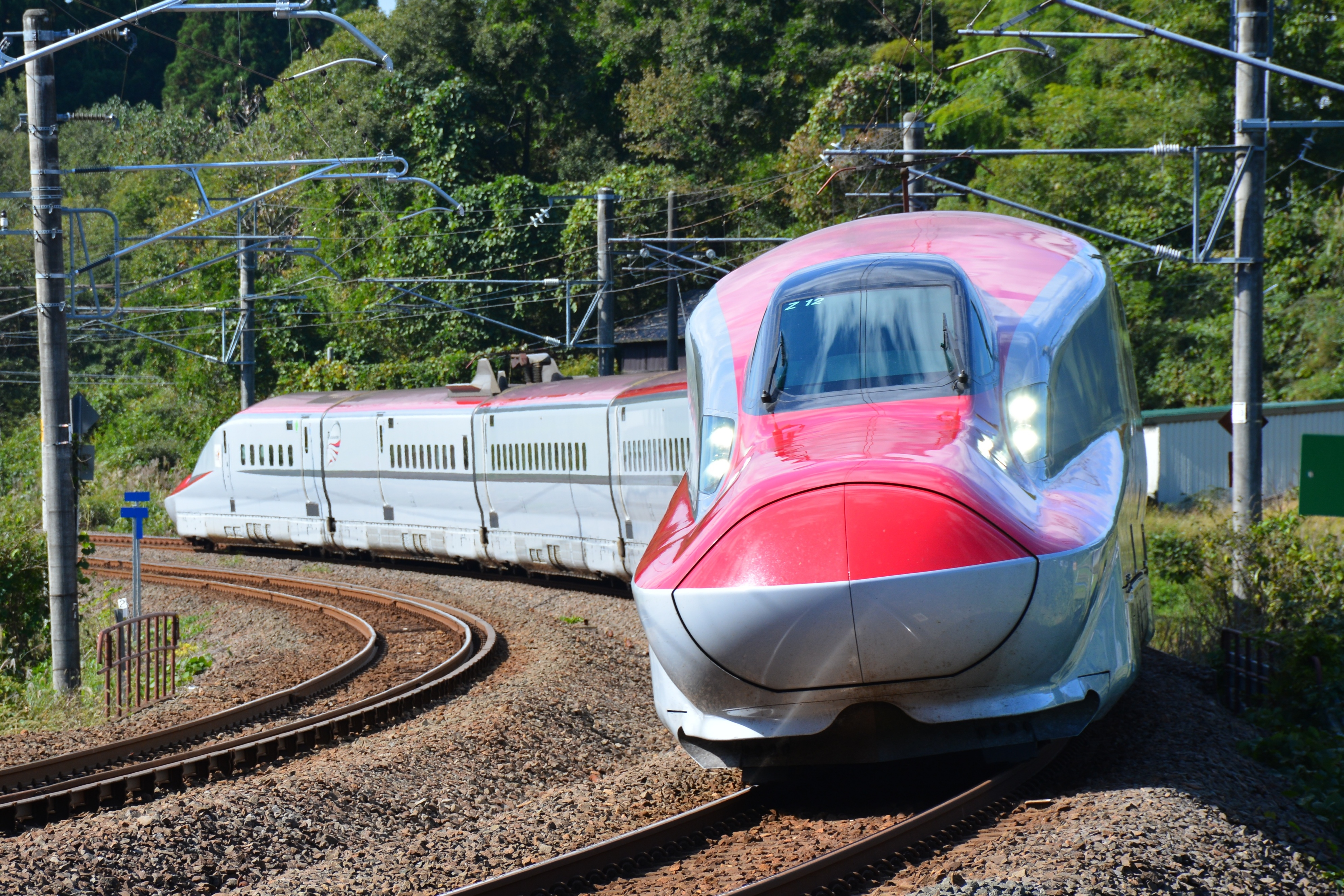
řada E6
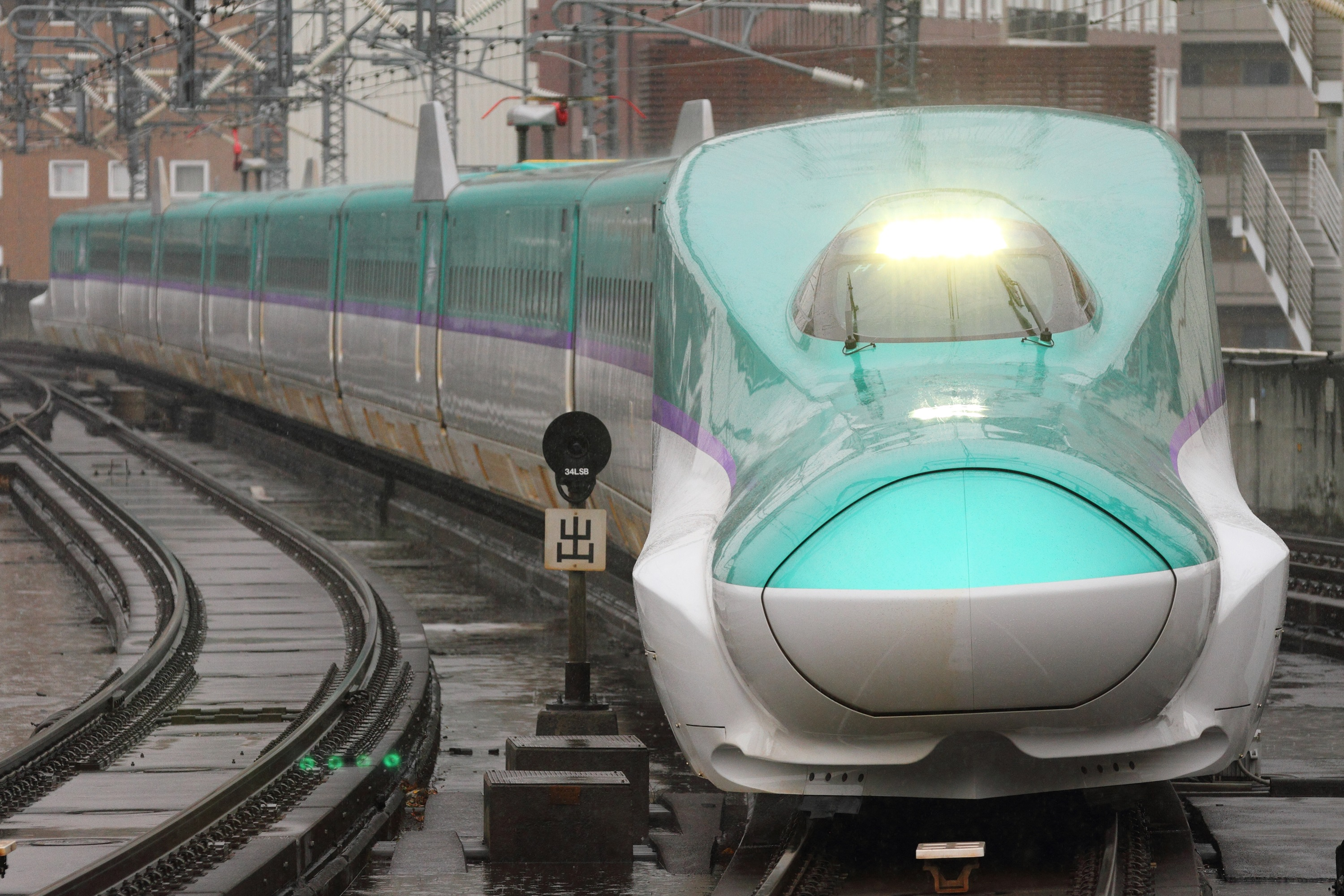
řada H5

### Bývalý vozový park
- Série 200: Yamabiko / Nasuno / Aoba services (1982 – listopad 2011) [1]
- Řada 400: Služby Tsubasa / Nasuno (červenec 1992 – duben 2010)
- Série E1: Služby Max Yamabiko / Max Aoba (červenec 1994 – prosinec 1999)
- Řada E4: Služby Max Yamabiko / Max Nasuno (1999 – září 2012)

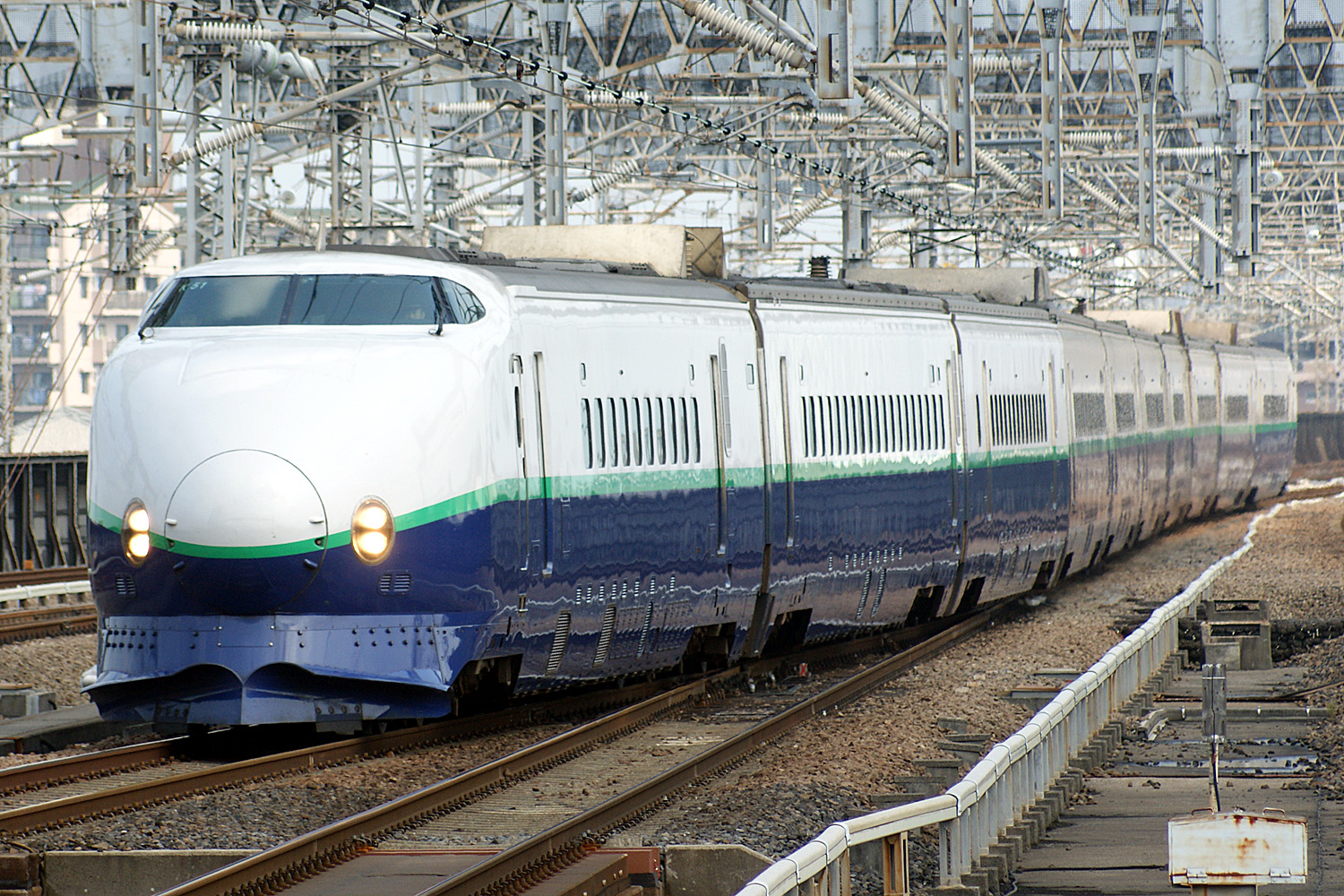
řada 200
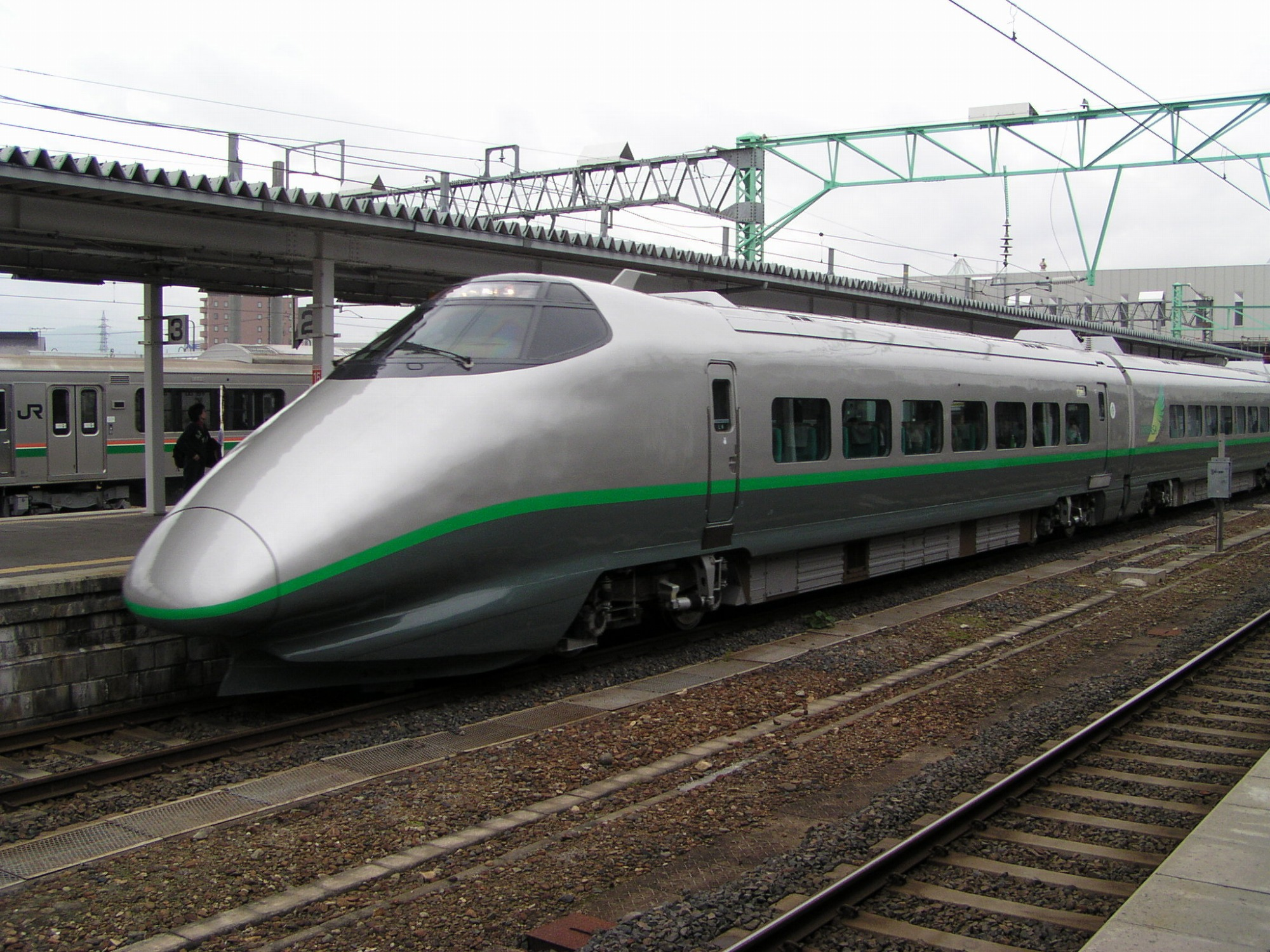
řada 400
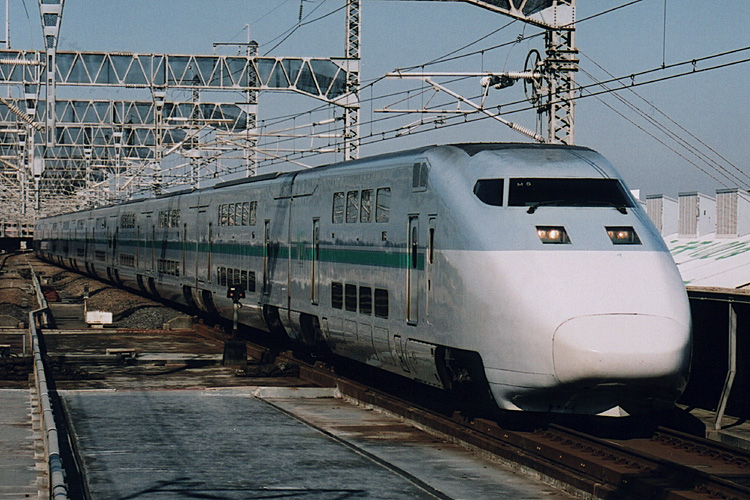
řada E1
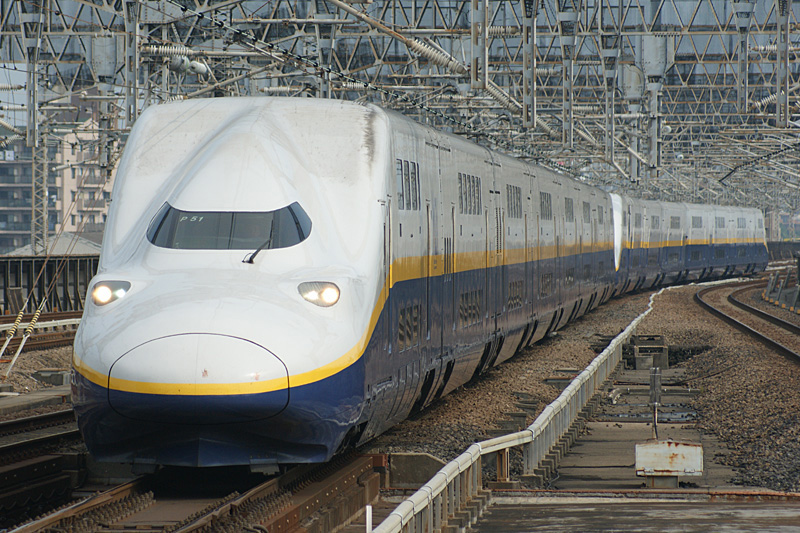
řada E4

### Budoucí vozový park
- Řada E8: služby Tsubasa / Yamabiko / Nasuno (od roku 2024 dále)

## Časová osa
- 28. listopadu 1971: rok zahájení stavby
- 23. června 1982: Otevřen úsek Ómija–Morioka
- 14. března 1985: Otevřen úsek Ueno–Ómiya .
- 20. června 1991: Otevřen úsek Tokio–Ueno .
- Říjen 1998: 1 miliarda přepravených cestujících ve vlacích šinkansen společnosti JR East.
- 1. prosince 2002: Otevřen úsek Morioka–Hachinohe .
- 13. dubna 2010: Zahájen zkušební provoz na úseku z Hachinohe do Shin-Aomori.[2]
- 4. prosince 2010: Otevřen úsek Hachinohe – Shin-Aomori.[3]
- 5. března 2011: Nasazení jednotek E5 na nově vytvořenou kategorii spojů Hayabusa, spojující Tokio s Shin-Aomori.[4]
- 23. června 2012: Oslaveno 30. výročí, za dobu provozu bylo do této chvíle přepraveno přibližně 1,93 miliardy cestujících.

## Rekordy
Trať prochází hornatým terénem, který si vyžádal velké množství mostů, estakád a tunelů. Tunel Iwate-Ičinohe na úseku Morioka–Hachinohe, dokončený v roce 2000, byl krátce nejdelším pozemním železničním tunelem na světě s délkou 25,8 km. V roce 2005 ho na první pozici vystřídal tunel Hakkóda na prodloužení do Aomori s délkou 26,5 km. Ten byl ovšem již v roce 2007 sesazen Lötschbergským úpatním tunelem (34,57 km), na který navázal Gotthardský úpatní tunel (57 km).

## Přírodní katastrofy

#### Zemětřesení a tsunami v Tóhoku (2011)
Odpoledne 11. března 2011 byl provoz na trati pozastaven v důsledku zemětřesení a následného tsunami. Společnost JR East odhadovala, že na trati mezi Omijou a Iwate-Numakunai bude zapotřebí opravit asi 1 100 závad, od zhroucených střech stanic po ohnuté stožáry.
Provoz na lince byl obnovován po částech. Úsek z Tokia do Nasušiobary byl otevřen 15. března, úsek z Morioky do Shin-Aomori byl otevřen 22. března, úsek mezi Moriokou a Ičinoseki byl otevřen 7. dubna a úsek mezi Nasušiobarou a Fukušimou dne 12. dubna. Většina trati byla otevřena již 30. dubna, avšak s omezením rychlosti vlaků a menším počtem spojů. Maximální rychlostí mohly jezdit vlaky až 23. září 2011.

#### Zemětřesení v roce 2021
13. února roku 2021 zasáhlo oblast Tóhoku zemětřesení o síle 7,1 stupně richterovy škály. To napáchalo značné škody na infrastruktuře, například mezi stanicemi Shin-Shirakawa a Furakawa. JR East nakonec uzavřelo celý úsek mezi Nasušiobarou a Moriokou. Trať se otevírala postupně až do 24. února. Veškerá omezení byla odstraněna až 26. března zrušením nouzového jízdního řádu.